# Albino Bocciai
Albino Bocciai, (nacido el 20 de abril de 1920 en Trieste, Italia) fue un jugador de baloncesto italiano. Fue medalla de plata con Italia en el Eurobasket de Suiza 1946.

## Trayectoria
- Ginn. Triestina
- Virtus Pallacanestro Bologna (1942-1943)

## Palmarés
- LEGA: 2

Ginn. Triestina: 1939-1940, 1940-1941
- Datos: Q3608772